# Tissot Arena
La Tissot Arena est un complexe sportif multifonctionnel situé à Bienne, en Suisse, qui réunit le hockey sur glace, le patinage, le curling et le football sur un seul site. 
Les stades de la Tissot Arena se trouvent au-dessus d'un centre commercial.

## Histoire
La Tissot Arena a été construite en remplacement du Stade de Glace, ancienne patinoire du HC Bienne, et du Stade de la Gurzelen (de), antre du FC Bienne.
En 2012, les citoyens biennois acceptent à 75 % le projet des « Stades de Bienne », qui seront plus tard nommés Tissot Arena, selon l'accord financier trouvé avec le sponsor. Ce complexe sportif comprend une patinoire d'une capacité de 6 556 places, un stade de football de 5 200 places. À la place du Stade de Glace, on a également construit des terrains de sport à ciel ouvert.
La nouvelle patinoire peut également être transformée pour accueillir des concerts, des expositions, des congrès, des foires ou d'autre événements sportifs. Une patinoire publique en plein air mais couverte prend également place au premier étage, ainsi qu'une halle de curling et un restaurant. Une place publique et couverte relie les deux stades.

### Dates principales
Quelques repères temporels :
- 2006 : présentation du projet
- décembre 2007 : la commune approuve à une large majorité (75 %) les Stades de Bienne
- 2008 : dépôt de la demande de permis de construire
- décembre 2012 : premier coup de pioche
- février 2014 : l'exploitation des stades est officiellement confiée à CTS Biel-Bienne SA
- février 2015 : les « Stades de Bienne » sont nommés Tissot Arena
- juillet 2015 : remise des clés de la Tissot Arena
- août 2015 : 1er match de football du FC Bienne
- septembre 2015 : 1er match de hockey du HC Bienne et ouverture officielle

## Stade de hockey
Résidence du HC Bienne, la partie hockey sur glace peut accueillir 6 556 spectateurs.

### Autres événements sportifs à la Tissot Arena
Outre les matchs à domicile du club local, le stade accueille également régulièrement des rencontres de l'équipe nationale de hockey sur glace, mais aussi d'autres sports.
| Date            | Équipe 1  | Résultat  | Équipe 2    | Spectateurs   | Compétition                                                        |
| --------------- | --------- | --------- | ----------- | ------------- | ------------------------------------------------------------------ |
| 15 avril 2016   | Suisse    | 1-2 a. p. | Tchéquie    | 4 593         | Match amical et premier match international, tous sports confondus |
| 16 février 2017 | Slovaquie | 1-7       | Biélorussie | 1 234         | Tournoi des Quatre Nations : demi-finale                           |
| 16 février 2017 | Suisse    | 1-0       | France      | 2 709         | Tournoi des Quatre Nations : demi-finale                           |
| 17 février 2017 | Slovaquie | 6-1       | France      | 1 246         | Tournoi des Quatre Nations : petite finale                         |
| 17 février 2017 | Suisse    | 6-1       | Biélorussie | 3 527         | Tournoi des Quatre Nations : finale                                |
| 22 avril 2017   | Suisse    | 2-0       | Russie      | 5 013         | Match de préparation pour le championnat du monde 2017             |
| 8 novembre 2017 | Suisse    | 2-3       | Canada      | 5 476         | Coupe Karjala                                                      |
| 30 avril 2021   | Suisse    | 3-1       | Russie      | 0 (huis clos) | Match de préparation pour le championnat du monde 2021             |
| 1er mai 2021    | Suisse    | 1-0       | Russie      | 0 (huis clos) | Match de préparation pour le championnat du monde 2021             |

| Date          | Équipe 1        | Résultat | Équipe 2                | Spectateurs | Compétition                                                |
| ------------- | --------------- | -------- | ----------------------- | ----------- | ---------------------------------------------------------- |
| 4 mai 2017    | Suisse          | 25-27    | Portugal                | 3 275       | Éliminatoires Euro 2018 de handball                        |
| 27 avril 2019 | BC Winterthour  | 58-56    | BCF Elfic Fribourg      | 6 070       | Finale de la Coupe de Suisse féminine de basket-ball 2019  |
| 27 avril 2019 | Lions de Genève | 73-82    | Fribourg Olympic Basket | 3 000       | Finale de la Coupe de Suisse masculine de basket-ball 2019 |

- Championnats de Suisse de patinage artistique 2019, les 7 et 8 décembre

## Stade de football
Dans l'arène dévolue au football, c'est le FC Bienne qui y dispute ses matchs à domicile. Un maximum de 5 200 spectateurs peut prendre place en tribunes. Traditionnellement disputée à Granges, la Coupe horlogère, compétition estivale amicale organisée depuis 1962, se tient également chaque été à la Tissot Arena.

### Matchs internationaux à la Tissot Arena
Comme en hockey sur glace, les différentes équipes nationale de football y évoluent à un rythme régulier.
| Date               | Équipe 1     | Résultat | Équipe 2           | Spectateurs | Compétition                                  |
| ------------------ | ------------ | -------- | ------------------ | ----------- | -------------------------------------------- |
| 22 septembre 2015  | Suisse       | 4-1      | Danemark           | 687         | Match amical                                 |
| 8 octobre 2015     | Suisse       | 3-1      | Bosnie-Herzégovine | 1 565       | Éliminatoires Euro M21 2017                  |
| 12 octobre 2015    | Suisse       | 1-1      | Norvège            | 1 536       | Éliminatoires Euro M21 2017                  |
| 27 octobre 2015    | Suisse       | 4-0      | Géorgie            | 2 252       | Éliminatoires Euro féminin 2017              |
| 9 avril 2016       | Suisse       | 2-1      | Italie             | 2 208       | Éliminatoires Euro féminin 2017              |
| 2 septembre 2016   | Suisse       | 3-0      | Kazakhstan         | 464         | Éliminatoires Euro M21 2017                  |
| 20 septembre 2016  | Suisse       | 4-0      | Irlande du Nord    | 1 308       | Éliminatoires Euro féminin 2017              |
| 10 juin 2017       | Suisse       | 0-4      | Angleterre         | 2 017       | Match amical                                 |
| 13 juin 2017       | Suisse       | 1-0      | Bosnie-Herzégovine | 1 518       | Éliminatoires Euro M21 2019                  |
| 1er septembre 2017 | Suisse       | 0-3      | Pays de Galles     | 412         | Éliminatoires Euro M21 2019                  |
| 19 septembre 2017  | Suisse       | 2-1      | Pologne            | 811         | Éliminatoires CdM 2019                       |
| 10 octobre 2017    | Corée du Sud | 1-3      | Maroc              | 2 500       | Match amical                                 |
| 28 novembre 2017   | Suisse       | 5-1      | Albanie            | 550         | Éliminatoires CdM 2019                       |
| 25 mai 2018        | Suisse       | 2-1      | France             | 623         | Match amical M21                             |
| 11 septembre 2018  | Suisse       | 3-0      | Liechtenstein      | 324         | Éliminatoires Euro M21 2019                  |
| 9 octobre 2018     | Suisse       | 1-1      | Belgique           | 2 650       | Éliminatoires CdM 2019 : 1/2, barrage retour |
| 5 avril 2019       | Suisse       | 0-0      | Finlande           | 2 500       | Match amical                                 |
| 13 octobre 2019    | Suisse       | 0-1      | Allemagne          | 2 050       | Match amical M20                             |
| 13 octobre 2020    | Suisse       | 3-0      | Liechtenstein      | 532         | Éliminatoires Euro M21 2021                  |
| 30 juin 2023       | Suisse       | 3-3      | Zambie             | 2 542       | Match amical                                 |
| 31 mai 2024        | Suisse       | 2-1      | Hongrie            | 2 905       | Éliminatoires Euro 2025 (amical)             |

- Football féminin
- Football espoir

### Euro féminin des moins de 19 ans 2018
En 2018, la Suisse organise le Championnat d'Europe féminin des moins de 19 ans. En plus de matchs de groupes, la Tissot Arena accueille les deux demi-finales et la finale du tournoi. Les autres villes organisatrice sont Yverdon-les-Bains, Wohlen et Zoug.
| Date            | Équipe 1  | Résultat | Équipe 2  | Spectateurs | Tour             |
| --------------- | --------- | -------- | --------- | ----------- | ---------------- |
| 18 juillet 2018 | Allemagne | 1-0      | Danemark  | 307         | Phase de groupes |
| 18 juillet 2018 | Pays-Bas  | 3-1      | Italie    | 318         | Phase de groupes |
| 24 juillet 2018 | Danemark  | 3-1      | Pays-Bas  | 391         | Phase de groupes |
| 27 juillet 2018 | Norvège   | 0-2      | Allemagne | 327         | Demi-finale      |
| 27 juillet 2018 | Danemark  | 0-1      | Espagne   | 364         | Demi-finale      |
| 30 juillet 2018 | Allemagne | 0-1      | Espagne   | 1 216       | Finale           |

### Finale de la Coupe de Suisse féminine
Depuis son ouverture, la Tissot Arena accueille la finale de la Coupe de Suisse féminine.
| Date          | Équipe 1     | Résultat    | Équipe 2             | Spectateurs |
| ------------- | ------------ | ----------- | -------------------- | ----------- |
| 16 mai 2016   | FC Zurich    | 2-0         | FC Neunkirch (de)    | 1 213       |
| 28 mai 2017   | FC Neunkirch | 1-1 7-6 tab | FC Zurich            | 534         |
| 2 juin 2018   | FC Zurich    | 1-0 ap      | FC Rapid Lugano (it) | 624         |
| 20 avril 2019 | FC Zurich    | 5-0         | BSC Young Boys       | 1 710       |

## Autres utilisations
Au complexe s'ajoutent également une patinoire extérieure couverte, une halle de curling, qui constitue le Centre national, et une place couverte publique qui relie les deux stades, celui de hockey sur glace et celui de football.